# Дропстоун

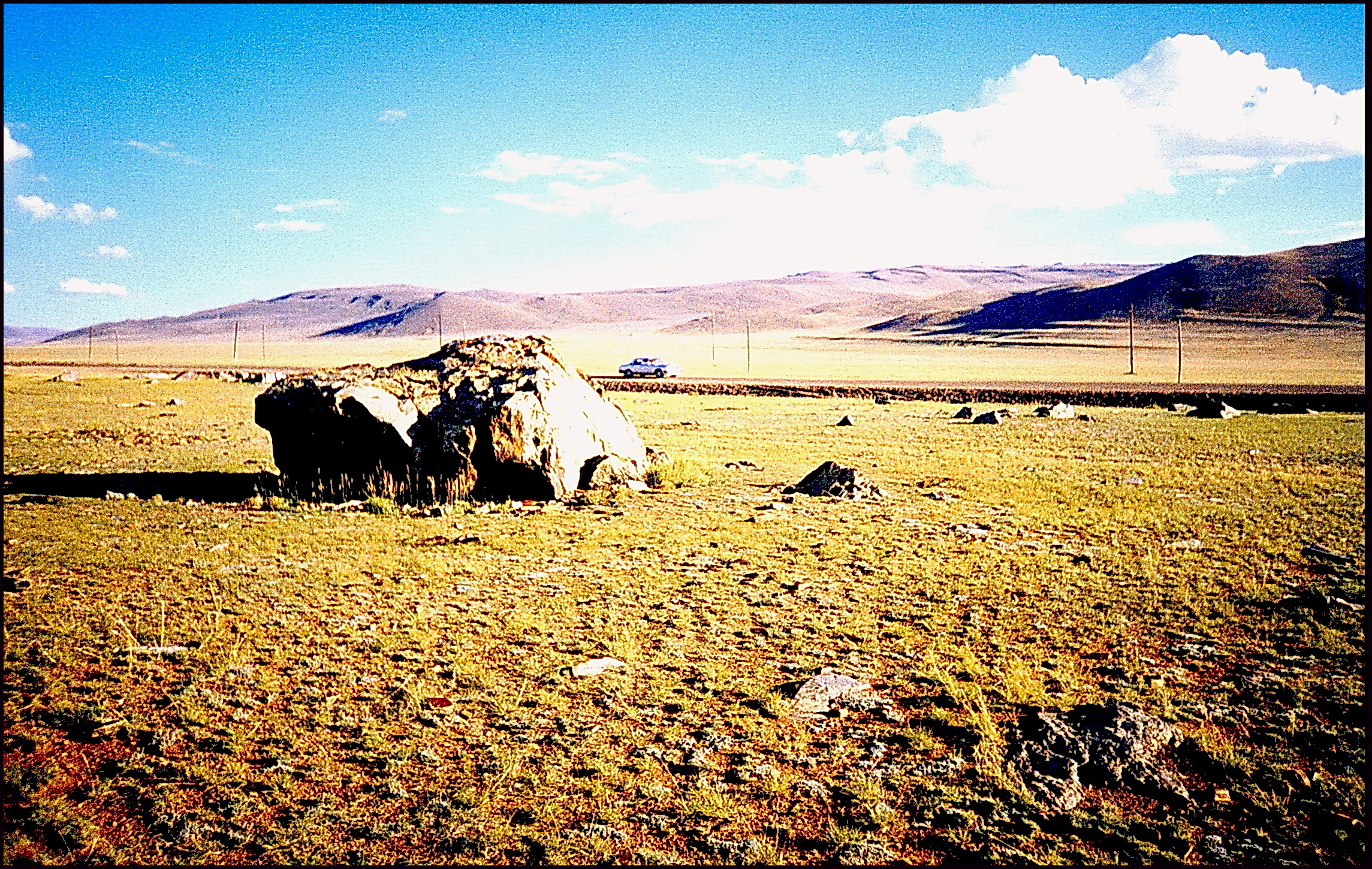
Поле дропстоунів на дні пізньоплейстоценового Чуйського озера. Абс. вис. — понад 2000 м. Абс. вік — бл. 15 тис. років. Гірський Алтай.

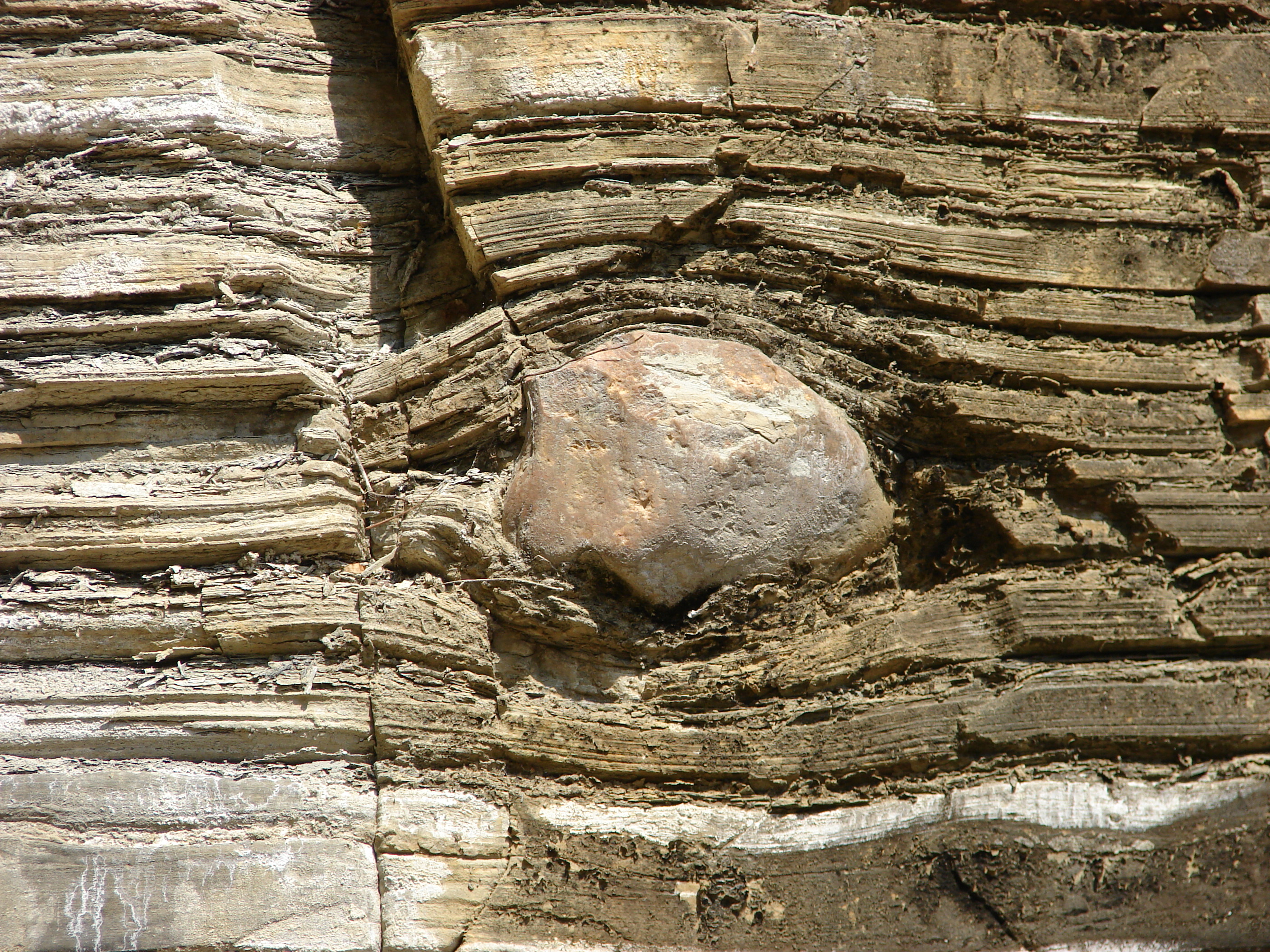
Кварцитовий дропстоун в стрічковому мулі. Itu, Бразилія, 2007.

Дропстоун (дропстон) — слабо скруглений уламок гірської породи часто великих розмірів, в кілька метрів по довгих осях, а також більш дрібні уламки, до гальки і гравію, що випали з танучого плавучого льоду (айсберга) в тонкошарові осади дна океану, моря або озера. В останніх — зокрема, переважно гірськокотловинних льодовиково-підпружних озерах, дропстоуни випадають в осад у тих випадках, коли озеро в результаті різних механізмів спорожняється, айсберг «сідає» на дно (як правило — на мілководді, або на мілину). Нижні шари внаслідок випадання в осад дропстоуна можуть механічно деформуватися, а вищерозміщені шари, якщо водойму не осушити остаточно і в ній триває седиментація, плавно обтікають дропстоун. Дропстоуни належать до воднольодовикової ератики, і їхня поверхня нерідко зберігає сліди екзарації у вигляді борозен, льодовикових шрамів тощо.
Власне дропстоуни є продуктами рафтингу, а їх наявність, — один з діагностичних ознак льодовиково-морських або озерно-льодовикових відкладень.